# Badja Kunda
Badja Kunda ist eine Ortschaft im westafrikanischen Staat Gambia.
Nach einer Berechnung für das Jahr 2013 leben dort etwa 3938 Einwohner, das Ergebnis der letzten veröffentlichten Volkszählung von 1993 betrug 2846.

## Geographie
Badja Kunda am nördlichen Ufer des Gambia-Fluss liegt in der Upper River Region, Distrikt Wuli, an der North Bank Road ungefähr 25 Kilometer von Basse Santa Su entfernt. Koina liegt ungefähr 20 Kilometer entfernt.
Nach Süden liegt Boro Kanda Kassy rund sechs Kilometer entfernt.

## Söhne und Töchter des Ortes
- Bekai Camara (1968–2011), Radiomoderator und Politiker